# Chủ nghĩa duy tâm khách quan
Chủ nghĩa duy tâm khách quan trái ngược với chủ nghĩa duy tâm chủ quan trường phái triết học này cho rằng: ý thức, tinh thần nói chung như ‘ý niệm’, ‘ý niệm tuyệt đối’, ‘tinh thần thế giới’ là cái tồn tại khách quan bên ngoài con người. Tiêu biểu cho quan điểm này là Platon – nhà triết học cổ đại Hy Lạp, Hegel – nhà triết học cổ điển Đức.